# Sara Josephine Baker
Sara Josephine Baker (Poughkeepsie (New York), 15 november 1873 – Montgomery, vlak bij Princeton (New Jersey), 22 februari 1945) was een Amerikaanse arts die toonaangevend was in het opzetten van het systeem ter ondersteuning van de volksgezondheid voor met name (jonge) kinderen en moeders in New York tussen 1902 en de jaren 1930. Er wordt geschat dat haar werk 90.000 kinderen het leven heeft gered.
Baker studeerde af als een van de eerste vrouwelijke artsen, nadat de dood van haar broertje en vader haar inspireerde om haar studierichting te veranderen. Na haar afstuderen zette ze met Florence Laighton, met wie zij wellicht ook een relatie had, in 1899 een eigen dokterspraktijk op. Om financieel rond te komen besloot ze te werken voor het New York Health Department.
Bakers werk binnen het departement was van zodanig niveau dat zij opviel en promotie maakte. In 1907 werd ze assistent van de Commissioner die het departement leidde en ze stond te boek als een troubleshooter, een van de redenen dat ze eropuit gestuurd werd om Mary Mallon op te sluiten.
In 1908 werd ze directeur van het Bureau of Child Hygiene en begon kindersterfte nog systematischer te bestrijden. Zo zette ze een systeem van kraamzorg, voorlichting en consultatiebureaus op. Dokter Baker was daarnaast lid van de Gezondheidscommissie van de Volkenbond. Haar werk redde het leven van veel kinderen en haar Bureau vond navolging in alle staten van Amerika. Toen de laatste staat ook een Bureau oprichtte in 1923, ging ze met pensioen.
Na haar pensioen woonde Baker samen met de schrijfster I.A.R. Wylie en arts Louise Pearce in New Jersey. Wellicht waren de drie vrouwen partners van elkaar. In 1945 stierf Baker. Zij was toen 72 jaar oud en werd na haar dood begraven in Poughkeepsie, waar zij ook geboren was.

## Vroege leven
Baker werd geboren in Pougkeepsie, in de staat New York. Haar ouders Orlando Daniel Moser Baker en Jenny Brown Baker hadden al twee oudere dochters. Drie jaar na Josephine zou haar jongere broertje geboren worden. De Bakers hadden het financieel goed. Orlando was een advocaat en Jenny was een van de eerste vrouwen die aan Vassar College had gestudeerd. De relatie tussen Baker en haar ouders was goed. Baker trok vooral naar haar vader toe, die altijd graag een zoon had gewild, na drie meisjes. Bakers gedrag volgde, ook door haar vaders wens, dat van een zoon, hoewel haar moeder er ook op stond dat zij enkele basisvaardigheden die als noodzakelijk gezien werden voor vrouwen leerde. Toen Josephine's jongere broertje werd geboren, vormden zij, haar vader en haar jongere broertje een sterke band.
Josphine, die door haar familie altijd bij haar tweede naam, of de afkorting Jo werd genoemd, werd naast haar vader ook sterk beïnvloed door haar oudtante Abby. De dame deed zich als conservatieve Quaker voor en het gezin, dat eveneens het Quaker-geloof aanhing, moedigde daardoor aan dat Josephine contact had met tante Abby. Abby was echter allesbehalve conservatief en behoorlijk rebels. Ze las Josephine voor uit de Bijbel en vertelde haar daarna dat het mooie verhalen waren, maar dat ze er kritisch mee om moest gaan en niet zomaar alles voor waar moest aannemen.
Baker volgde onderwijs aan de Miss Thomas' School for Girls. Deze school werd geleid door twee ongetrouwde vrouwen en had een progressieve aanpak die wat doet denken aan het Montessorionderwijs. Leerlingen kregen veel vrijheid om hun eigen leervolgorde te bepalen, hoewel de uitkomsten nog altijd wel gelijk dienden te zijn. De verwachting was dat Baker in navolging van haar moeder aan Vassar zou gaan studeren.
In 1889 trok er een tyfusepidemie door New York. Bakers broertje werd ziek en overleed op 13-jarige leeftijd. Drie maanden later overleed ook haar vader. Door het verlies van de kostwinner kwam het gezin in geldnood, waarop Baker besloot niet langer zich te richten op Vassar College, een privéschool die nu voor haar familie onbetaalbaar was geworden. Zij wijzigde haar studierichting naar die van arts, iets waar sommige familieleden, waaronder haar moeder, fel op tegen waren. Zij wist haar moeder te overtuigen en schreef zich in na een jaar zelfstudie, waarin ze de benodigde testen met goed gevolg afrondde, bij New York Women's Medical College.

## Studie en eigen praktijk
Baker ervoer haar studietijd als een enorm zware periode. Het enige dat haar er toe zette haar studie af te ronden was haar eigen koppigheid; ze wilde de familieleden die haar hadden gezegd dat dit niet voor vrouwen bedoeld was, geen gelijk geven door haar studie af te breken. Uiteindelijk slaagde ze in 1898, met de op een na hoogste scores in haar klas van 18 (vrouwelijke) artsen. Na haar klas zou nog één groep volgen, daarna sloot de school. Cornell-universiteit liet vanaf dat jaar vrouwen toe tot de medische opleiding, waardoor een specifiek College voor vrouwen niet meer noodzakelijk was.
Anne Sturges Daniel was een van de docenten die les gaven aan Baker. Zij gaf het vak The Normal Child, waarbij ze meer keek naar preventieve gezondheidszorg. Dit vak lag Baker in eerste instantie geheel niet, maar ze zou later aangeven dat Daniel haar werkzaamheden en focus op preventie sterk had beïnvloed. Een tweede, belangrijke invloed hierin was haar stageperiode bij New England Hospital for Women and Children in Boston. Baker was op dergelijke vrouwenziekenhuizen aangewezen voor werk, aangezien de sociale mores van deze tijd haar verhinderden mannen te onderzoeken. Ze werkte voornamelijk in de kliniek van het ziekenhuis, die in een slechte wijk lag en voornamelijk bezocht wordt door mensen uit deze wijk. Ze zou hier ook Florence Laighton leren kennen, met wie ze in 1899 een praktijk opzette en ging samenwonen in New York.
Laighton en Bakers praktijk liep in eerste instantie slecht. In het eerste jaar verdienden ze 185 dollar, ongeveer vergelijkbaar met 7000 dollar heden ten dage en bij lange na niet genoeg om een praktijk open te houden én van te leven. Baker besloot daarop naast de praktijk te gaan werken als medisch inspecteur voor het New York Health Department. Ze deed dit één uur per dag en moest in dat ene uur de leerlingen van drie scholen controleren op (overdraagbare) ziekten. Ze verdiende hiermee jaarlijks 360 dollar.

## Carrière binnen de gemeentelijke ziektepreventie
Baker nam haar nieuwe parttime werk serieus. In deze tijd waren hoofdluis en trachoom veelvoorkomend bij kinderen die naar school gingen. Kinderen waarbij dit geconstateerd werd, werden naar huis gestuurd. Het idee hierachter was dat ze andere kinderen niet konden besmetten en de  kwalen zo voorkomen konden worden. Overijverige leerplichtambtenaren stuurden de kinderen echter weer terug naar school. Toch hielp deze werkwijze; Baker wist hoofdluis en trachoom op haar scholen vrijwel uit te roeien.
Door haar succes viel ze op binnen het Health Department. In deze tijd was deze organisatie behoorlijk corrupt en onprofessioneel, hoewel de verkiezing van Seth Low als burgemeester van New York (in 1902) wel ruimte gaf voor verandering. Low was namelijk een progressieve hervormer. Baker had haar baan gekregen via nepotisme; een bekende van haar had een goed woordje voor haar gedaan. Hoewel Baker zelf wel naar de scholen ging om de leerlingen te onderzoeken, belden veel van haar collega's naar 'hun' scholen en vroegen naar ziekmeldingen. Juist door deze handelwijze van haar collega’s viel haar inzet des te meer op. Ook haar vrouw-zijn viel op. Rond 1900 was maar 6% van de artsen vrouw.

### Baby's in Hell's Kitchen
Baker gevraagd al snel voor een nieuwe opdracht gevraagd, waarbij ze fulltime aan het werk zou zijn voor het Department. Elke week overleden 1500 baby's aan vooral dysenterie in de slechte wijken van New York. "Baby's sterven altijd in de zomer," was een bekend gezegde in de omgeving. Baker kreeg een gebied toegewezen in Hell's Kitchen en kreeg de opdracht mee om zieke baby's op te sporen en te proberen hen te genezen en zo de babysterfte te beperken.
Baker ergerde zich aan haar collega's. Ze was verrast dat een aantal van hen geen gebruik maakten van de recente ontdekkingen op het gebied van hygiëne en ziekteverwekkers van met name Robert Koch, maar het meest ergerde ze zich aan hun gebrek aan inzet. Op een gegeven moment sprak een collega haar aan op het aantal baby's met ziekten dat zij vond en registreerde, of dat niet wat minder kon. Haar inzet deed het opvallen wanneer andere inspecteurs bijna geen zieke baby's rapporteerden, aangezien zij hun rondes niet liepen. Na deze opdracht, in 1907, werd Baker de assistent van de directeur van het Health Department. Het departement verzocht haar om haar naam te schrijven als dr. S.J. Baker om te verbloemen dat zij een vrouw was.
Baker trof nog veel bijgeloof in Hell's Kitchen, wat de kinderen niet altijd goed deed. Een groter probleem zag ze echter in het gebrek aan hygiëne. De kennis van de verspreiding van ziekteverwekkers was nog niet algemeen bekend en moeders wisten niet dat melk die niet koel bewaard werd een bron van ziektekiemen kon zijn. Tot slot waren lang niet alle moeders thuis. Veel van hen moesten werken en gaven hun oudste dochter de leiding over de andere kinderen. Deze jonge meisjes hadden vaak geen benul wat te doen en hoe voor baby's te zorgen. Baker zag educatie als oplossing van al deze zaken en zou dit haar latere carrière aanpakken.

### Typhoid Mary

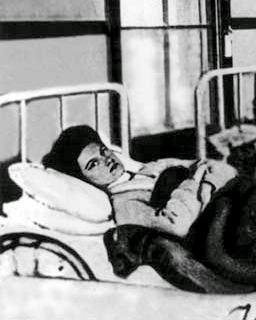
De boze Mary Mallon in het ziekenhuisbed van het ziekenhuis waar zij opgesloten werd nadat dokter Baker haar met de ambulance afvoerde.

In 1907 raakte Baker betrokken bij de zaak van Mary Mallon. Deze vrouw, in de volksmond ook wel bekend als Typhoid Mary, naar de buiktyfusbacterie die zij met zich meedroeg, was een asymptomatische draagster van de tyfus. Ze werkte als kok bij verschillende rijke families, waarvan de leden ziek werden. Dit viel op, want ziekten zoals de buiktyfus speelden zich vooral af in armere wijken. George Soper, een epidemioloog en collega van Baker, deed onderzoek naar de uitbraken van tyfus en kwam tot de conclusie dat Mary Mallon waarschijnlijk op een of andere manier hierbij betrokken was. Het principe van een asymptomatische drager van buiktyfus was nog niet in de praktijk gevonden; Mallon zou de eerste persoon zijn bij wie dit vastgesteld werd. Mallon had dan ook weinig begrip voor Soper toen hij vroeg om monsters van haar lichaamseigen stoffen, zodat deze getest konden worden op de bacterie. Dit gebeurde meerdere keren en verscheidene keren weigerde Mary.
Lisa Mullenneaux beschrijft Baker als 'troubleshooter'. Als assistent van de directeur kreeg zij alles op haar bordje waar anderen zich niet aan wilden branden. In die hoedanigheid werd ze ook betrokken bij de situatie met Mary Mallon. Soper had het idee dat een vrouwenhand wellicht Mallon kon overreden mee te bewegen en te doen wat het Health Department wilde. Hij stuurde Baker onvoorbereid op haar af; hij had namelijk niet verteld dat Mallon hem al twee keer geweigerd had. Mallon reageerde minstens net zo fel op dokter Baker als zij op Soper had gereageerd. Ook aan haar gaf ze geen monsters af. Soper regelde daarop toestemming om Mallon gevangen te nemen.
Baker nam enkele politieagenten mee om Mary mee te nemen. Toen Baker de keuken in liep, viel Mallon haar aan met een vleesvork en ontvluchtte in de consternatie Baker en de agenten. Baker liet nog twee extra politieagenten meezoeken en ging samen met de agenten op zoek naar Mallon. Uiteindelijk vonden ze haar en vervoerden haar naar het ziekenhuis met een ambulance die al klaarstond. Zelfs toen gaf Mallon niet op; Baker zou later spreken van 'een wilde rit' en volgens sommige vertellingen van het verhaal moest ze bovenop een krijsende Mallon gaan zitten om haar in bedwang te houden. Mallon zou langere tijd vastgehouden worden en gaf de volle schuld hiervoor aan Baker en wilde haar zelfs vermoorden. Baker zelf besefte na het voorval pas hoeveel macht het departement had als het op de volksgezondheid aankwam, aldus haar biografie Fighting for Life.

### Directeur vanBureau of Child Hygiene
in 1908 werd het Bureau of Child Hygiene opgericht als onderdeel van het Departement. Doel van het Bureau was om kindersterfte tegen te gaan. Baker kreeg de leiding. In deze hoedanigheid begon ze een aantal maatregelen te nemen om kinderen in goed gezondheid te houden. In Hell's Kitchen had ze ervaren dat educatie hard nodig was in de New Yorkse achterstandswijken. Om de moeders te bereiken in Hell's Kitchen en andere slums, besloot ze tot het opzetten van een aantal programma's. Dit was echter nog niet zo gemakkelijk. De eerste moeilijkheid die ze trof, waren de medische inspecteurs die haar waren toegewezen, alle zes mannen. Zij weigerden voor een vrouw te werken en dienden allemaal hun ontslag in. Ze stelde hen voor om het een maand met haar uit te proberen, waarna ze titels en vleierij uitdeelde. De zes mannen bleven allemaal bij het Bureau na de maand.

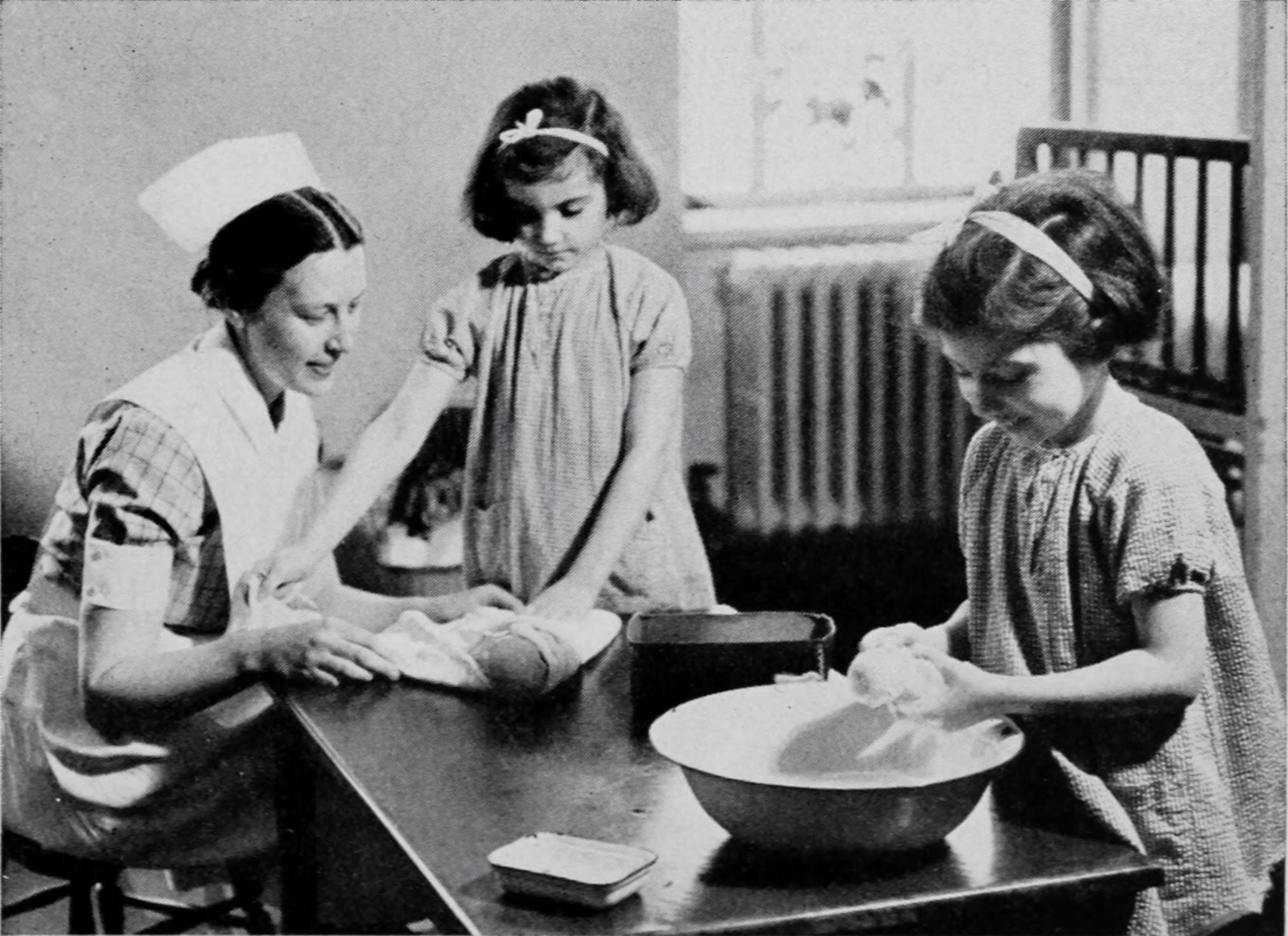
Reclamefoto voor de New Yorkse School of Nursing (1896)

#### Verpleegkundigen
Tijdens haar eerste opdracht in de scholen had Baker samengewerkt met Lina Rogers. Rogers was een verpleegkundige die de praktische kant van Bakers werk deed en zorgde dat bijvoorbeeld de haren van de kinderen op hoofdluis werden gecheckt. Ook bracht ze huisbezoeken wanneer dat nodig werd geacht en lichtte daarbij ouders voor. Het is maar zeer de vraag of Baker zonder Rogers' hulp dezelfde resultaten had kunnen behalen. Baker was zeer lovend over haar en beschreef haar als volgt:
Mejuffrouw Rogers bleek een waardige, aantrekkelijke persoon te zijn die bekwaamheid en aanpassingsvermogen uitstraalde en alle andere benodigde kwaliteiten. Ze verdient, gezien haar werk, het echt om omschreven te worden als de eerste verpleegkundige gefocust op volksgezondheid in dit land.
Rogers werk was zodanig, dat haar systeem werd uitgerold over verschillende scholen en er steeds meer schoolverpleegkundigen kwamen. Rogers werd hun leidinggevende en het systeem bestreek uiteindelijk 48 scholen met 12 schoolverpleegkundigen.
Tijdens de zomer sloten de scholen en waren de schoolverpleegkundigen vrij om te helpen om de kindersterfte te bestrijden. Baker benutte hen om te laten zien dat een vergelijkbare praktische aanpak met huisbezoek en kraamzorg kon voorkomen dat baby's stierven. Dit programma was zodanig populair dat het Bureau, dat voor deze test geen budget en bijna geen personeel had, budget en personeel toegewezen kreeg. De babysterfte in de Lower East Side, een achterstandswijk waar de proef liep, zou naar verwachting rond de 1500 sterfgevallen moeten uitvallen. De preventieve aanpak van het Bureau had dat aantal doen dalen naar 300 overlijdens. De verpleegkundigen bleven naast de inspecteurs een belangrijke drijvende kracht binnen het Bureau. In 1913 waren er ruim 300 verpleegkundigen en assistent-verpleegkundigen in dienst, naast de ruim 150 inspecteurs.
Baker besefte dat niet alleen verpleegkundigen heel belangrijk waren in de zorg voor baby en moeder. Ze richtte zich ook op de training en bevoegdheden van de vroedvrouw. Door deze vrouwen, die nauw betrokken waren bij de geboorte, meer kennis en kunde mee te geven, werd voorkomen dat moeders en kinderen stierven of later last kregen van tijdens de geboorte opgelopen infecties.

Baker erkende ook het belang van de moeders van de Lower East Side in de zorg voor kinderen. Dit bleek niet alleen in de educatie die de verpleegkundigen hen gaven, maar ook uit een situatie die in 1915 ontstond. In deze periode had het Bureau een tehuis voor achtergelaten kinderen onder haar hoede. De kinderen kregen technisch goede zorg maar stierven toch nog. Baker besloot een gok te nemen en liet de baby's plegen door de moeders van de Lower East Side. Hoewel sommige baby's toch niet overleefden, wist Baker de babysterfte op deze manier met de helft te verminderen, waarschijnlijk omdat de baby's niet langer emotioneel verwaarloosd werden.

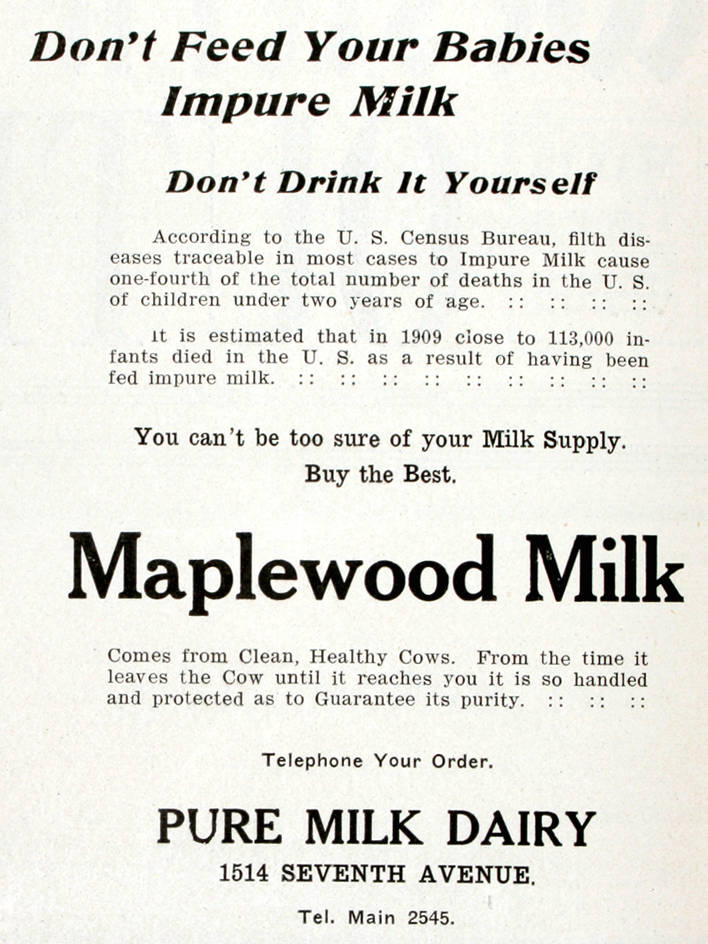
Reclame uit Washington met de tekst: "Geef je baby's geen onzuivere melk. Drink het niet zelf [...] Het wordt geschat dat in 1909 zo'n 113 000 kinderen in Amerika stierven als resultaat van het drinken van onzuivere melk."

#### Kleine moedertjes
In Hell's Kitchen had Baker al opgemerkt dat veel vrouwen moesten werken en hun kinderen overdag bij oudere zussen lieten. Deze zussen wisten vaak maar weinig van de benodigde zorg voor kinderen. Om hen te begeleiden richtte Barker in 1908 de Little Mothers' Leagues op, een organisatie die geïnspireerd lijkt te zijn op het beloningssysteem van de scouting. De meisjes konden opleidingen volgen. Na zes lessen konden zij een badge konden krijgen.
Het programma was populair. In eerste instantie was het bedoeld voor meisjes van 12 tot 16 jaar, maar op verzoek ging de minimale leeftijd naar 10 jaar. De meisjes kregen onderwijs in 20 verschillende onderwerpen, waaronder ziektepreventie, plaaggedierte, melk en het doorkomen van het melkgebit. Het programma werd afgesloten met een schriftelijke toets.

#### Baby Health Stations
Het Bureau zette naast de andere programma’s tevens stations op waar gezonde melk werd uitgedeeld. In 1911 waren er al 15 stations die niet alleen dienst deden als uitdeelstation, maar ook als een vroege vorm van een consultatiebureau. Bij de stations werden flessen melk uitgedeeld die zo vers mogelijk gehouden werden. Ook werd aan de moeder uitgelegd hoe de melk klaargemaakt moest worden en drong men zoveel mogelijk aan op borstvoeding. Dit was, zeker in een tijd waarin melk nog niet in een koelkast bewaard kon worden, het meest veilige alternatief.

#### Kritiek en successen
Er was kritiek op het werk van Baker. Vooral het programma voor de oudste zussen in een gezin werd negatief bekeken. De gegoede burgerij snapte de noodzaak van het werk van de moeders niet en meende dat de meisjes in deze positie werden gedwongen zodat de moeders konden gaan flierefluiten. Deze meisjes konden zelf niet naar school, maar moesten voor hun broers en zussen zorgen. Dit was een kritiek die Baker ter harte nam, en Leagues boden extra educatie voor de oudste dochters.
Andere kritiek kwam van de kant van artsen uit New York en met name Brooklyn, waar het Bureau actief was in de armste wijken. Zij klaagden in een brief aan de burgemeester dat hun eigen praktijken kapot gingen, omdat de baby's veel te gezond bleven. Hierdoor zagen ze te weinig klandizie. Baker antwoordde droog: "Dit is het eerste compliment dat ik heb gekregen sinds de oprichting van het Bureau of Chield Hygiene. Ik ben erg dankbaar dit gezien te hebben." De burgemeester deed er verder niets op uit.
Naast de klachten van de artsen, duiden de cijfers en de navolging die het Bureau kreeg op de grote successen die het had. Men schatte in 1915 dat de melkstations alleen al de dood van 1000 kinderen voorkwam. In 1923 had New York de laagste kindersterfte van alle grote steden in Amerika. Dit voorbeeld deed alle staten volgen; in 1923 had elke staat een bureau zoals dat van New York, velen van hen gemodelleerd op het Bureau dat dokter Jo had opgezet. Ze had daarmee haar doel behaald en besloot met pensioen te gaan. Baker was een van de eersten die in Amerika zodanig investeerde in preventieve zorg en inspireerde hiermee veel navolging. Hoewel Nederlandse consultatiebureaus - lijkend op Bakers Health Stations en geïnspireerd op Franse bureaus - al eerder ontstonden (1901) en net als Bakers stations melk uitdeelden, kan voor Amerika haar invloed nauwelijks overschat worden. Naar schatting heeft haar werk 90 000 kinderen het leven gered.

## Andere werkzaamheden op gebied van geneeskunde

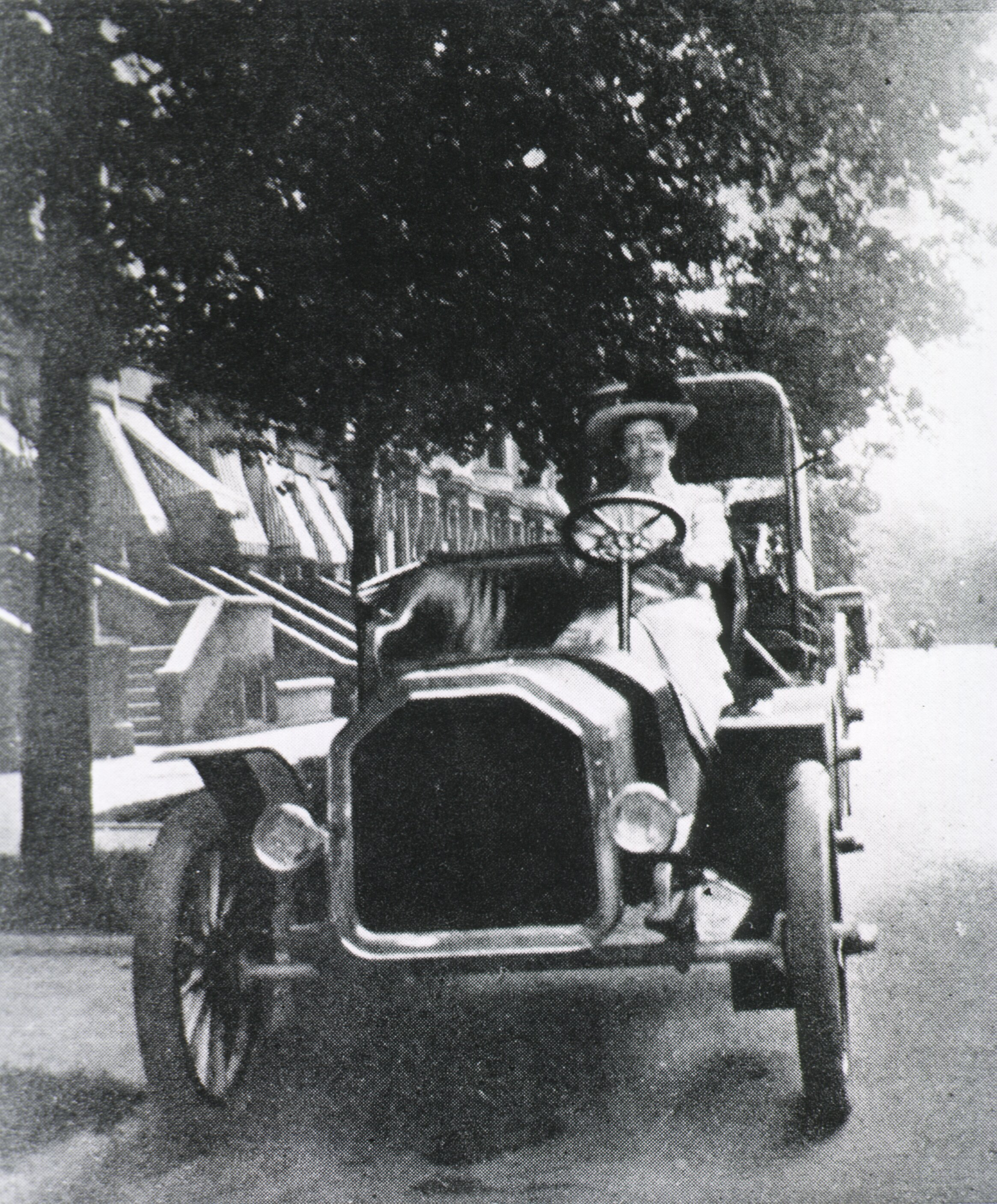
Dokter Baker rijdt in een auto.

Naast haar werk voor de stad New York, vervulde Baker nog een aantal andere taken. In 1915 werd ze al gevraag als docent publieke gezondheid voor de New York University Medical School. De universiteit bood namelijk een geheel nieuwe tak van de geneeskunde aan: volksgezondheid. Baker was toonaangevend geweest in dit veld en daardoor een logische keuze, hoewel ze zelf de opleiding als vrouw nooit had mogen volgen. Baker weigerde omdat ze het niet gepast vond te doceren aan een opleiding die ze niet mocht volgen. De universiteit kon geen geschiktere persoon vinden en kwam bij haar terug met het aanbod dat ze de opleiding zelf ook mocht volgen. Hierna opende de opleiding haar deuren voor vrouwen. In 1917 zou ze een doctoraat in volksgezondheid ontvangen van de New York University.
Daarmee was echter geen eind gekomen aan het seksisme dat Baker ervoer. Tijdens haar eerste college wilde ze beginnen met haar les, toen haar studenten - vrijwel allemaal mannen - luid begonnen te klappen. Dit bleef aanhouden, waardoor ze niet met haar les kon starten. Wellicht in haar spanning, wellicht in een poging het gezichtsverlies te beperken, begon ze luid te lachen. De mannen waren hierdoor zo verbaasd, dat zij stopten met klappen, waarna ze in snel tempo begon te doceren. Baker zou tussen 1915 en 1930 15 jaar lang les geven en elk van haar colleges zou starten en eindigen met een applaussalvo.
Naast de universiteit, vroegen ook andere instanties om Bakers expertise. Zo richtte ze in 1909 de American Child Hygiene Association op, die ze in een later stadium ook zou voorzitten. In 1935 was ze ook voorzitter van de Women's Medical Association. Tussen 1922 en 1924 was ze lid van de Gezondheidscommitee van de Volkenbond. Ook andere overheidsorganisaties vroegen haar om raad, zoals het New York State Department of Health en het US Department of Labour.

## Privéleven
Baker was niet alleen in haar carrière, maar ook in haar privéleven onorthodox. Om als vrouw in haar veld zo min mogelijk op te vallen, gebruikte ze een aantal trucs, zoals het al eerder genoemde ondertekenen met S.J. Baker in plaats van haar volledige naam. Daarnaast droeg ze haar kleding als ware het een uniform, met een zo mannelijk mogelijke snit. Toch voorkwam dit niet altijd ongemakkelijke situaties. Zo vertelt Baker het verhaal van een mannelijke collega die bij haar kwam net nadat zij directeur van het Bureau geworden was:
Dr. Alonzo Blauvelt begon te klagen tegen me over de vrouwelijke dokters die aangenomen waren als medische inspecteurs. Vrouwen waren op hun eigen manier wel prima, zei hij klagend, maar ze zijn gewoon niet getraind om te werken in groepen; ze hebben geen enkel gevoel van samenwerking, geen idee hoe het beste uit hun personeel kunnen halen, geen enkel vermogen om verantwoordelijkheid te dragen. Ik luisterde even, en toen kreeg mijn gevoel voor humor de overhand. Ik lachte en zei, 'Wacht even, dokter. Met wat voor een wezen denkt u nu te spreken?" Zijn mond viel op en hij bloosde paars. "Goede God," zei hij, "Ik was compleet vergeten dat u een vrouw bent."
In dezelfde periode maakte Baker nog een ander voorval mee:
Toen Commissioner Darlington een keer  feestje gaf in het Plaza Hotel, ging ik er in iets - voor mijn doen - behoorlijk frivools heen. Enkele secretaresses en secretarissen waren daar op hun paasbest gekleed. Toen ik binnen kwam, stopte ik om even te praten met twee secretaresses bij de deur. "En, hoe is het feestje?" vroeg ik. "Echt leuk," zei een van hen; 'maar als ik eerlijk ben, dokter, zijn we alleen gekomen om te zien of u een maatpak en gesteven boord zou dragen."
Kortom, het was collega's ook opgevallen dat dokter Baker afweek van het stereotype beeld van een vrouw. Ook op andere punten week zij af. 

### Feminisme
Zo was Baker was lid van Heterodoxy, een feministische groep die radicaler was dan de meeste feministen van die tijd en tevens veel lhbt'ers onder haar leden telde. Hun motto was ‘het enige taboe is taboe’ en onder de leden waren socialisten, anarchisten en voorstanders van de vrije liefde.
Naast haar lidmaatschap van Heterodoxy, hielp Baker ook de College Equal Suffrage League op te richten. De League, die in 1900 was opgericht, richtte zich op studenten en werknemers van universiteiten en probeerde hen te betrekken bij de vrouwenbeweging. In 1915 werd de eerste jaarlijkse Fifth Avenue Suffrage Parade gehouden. Vrouwen gingen de straat op en 25 000 vrouwen liepen mee om te pleiten voor vrouwenkiesrecht. Ook Baker liep mee in de parade. In deze context past ook haar protest tegen de New York University Medical School; haar weigering te doceren aan een opleiding die haar als vrouw geen toegang verschafte, had tot gevolg dat tegelijk met haar alle vrouwen toegang kregen.

### Seksualiteit
Haar lidmaatschap van Heterodoxy, feminisme en het feit dat Josephine geregeld samenwoonde met andere vrouwen - met Florence Laighton tussen in ieder geval 1899-1914 en met I.A.R. Wylie en Louise Pearce na haar pensioen tot aan haar dood in 1945 - doet veel onderzoekers aannemen dat Wylie haar partner was. Zo wordt haar eigen biografie met deze bewering ingeleid, waarbij Louise Pearce, die ook na Bakers dood met Wylie bleef samenwonen, als wederzijdse vriendin wordt beschreven. Uit Wylies werk blijkt wel dat zij niet-heteroseksueel was en waarschijnlijk een relatie had met zowel Pearce als Baker. Dergelijke expliciete uitspraken ontbreken echter aan de kant van Baker.
Wat deze kwestie nog ingewikkelder maakt, is dat vrouwen die werkzaamheden hadden zoals die van Baker, vaak ongetrouwd bleven en het gevoel hadden dat ze het gezinsleven moesten opgeven voor hun carrière. Toch is het niet onwaarschijnlijk dat Baker tot de lhbt-gemeenschap behoorde en een relatie had met in ieder geval Wylie en wellicht ook met Pearce. Ze zal binnen Heterodoxy vrijwel zeker in aanraking zijn gekomen met lesbiennes en polyamorie. Ook uit het gedrag van de vrouwen bleek hun diepe genegenheid voor elkaar. Wylie beschreef hen als familie en liet merken hoe sterk ze op hen steunde. Toen Wylie tijdens een reis met Baker door de Sovjet-Unie ziek werd, deed Baker er alles aan om haar genezen. Ze verhuisden alle drie naar een boerderij in New Jersey midden jaren 1930. De drie vrouwen waren een bezienswaardigheid in de buurt - drie hoogopgeleide vrouwen die vlak bij de Princeton-universiteit woonden die nog geen vrouwen toe liet - en werden 'the girls' genoemd door medebewoners. Pearce en Wylie stierven beiden in 1959, zijn bij elkaar begraven en bleven na het overlijden van Baker bij elkaar wonen. Baker stierf al eerder, in 1945 en ligt begraven in Poughkeepsie.